# NGC 2655
NGC 2655 är en stavgalax i stjärnbilden Giraffen. Den upptäcktes den 26 september 1802 av William Herschel.